# Betacixius kumejimae
Betacixius kumejimae är en insektsart som beskrevs av Matsumura 1914. Betacixius kumejimae ingår i släktet Betacixius och familjen kilstritar. Inga underarter finns listade i Catalogue of Life.